# SV Concordia
SV Concordia – trójmasztowa barkentyna powstała w Szczecinie. Armatorem żaglowca był West Island College z Kanady. Jednostka pływała pod banderą Barbadosu. 18 lutego 2010 r. u wybrzeży Brazylii, z powodu bardzo silnego szkwału żaglowiec przewrócił się i zatonął.

## Historia i rejsy
Jednostka zbudowana w latach 1991-1992 w Szczecinie (o parametrach zbliżonych do Pogorii, ale na podstawie oryginalnego projektu Ryszarda Langera), jako żaglowiec szkoleniowy dla kanadyjskiej szkoły pod żaglami West Island College. Budowę nadzorował i był pierwszym kapitanem Andrzej Marczak, a wśród kapitanów i kadry oficerskiej było wielu znanych szczecińskich żeglarzy. Pływał częściowo z polską załogą. Każdego roku na jego pokładzie kilkudziesięciu studentów odwiedzało dziesiątki portów na całym świecie. Brał udział w Operacjach Żagiel, np. w roku 1992 (finał w Nowym Jorku) i w roku 2007 (finał w Szczecinie).
Wyposażenie radiowe i nawigacyjne:
- GPS
- autopilot
- 2 radary

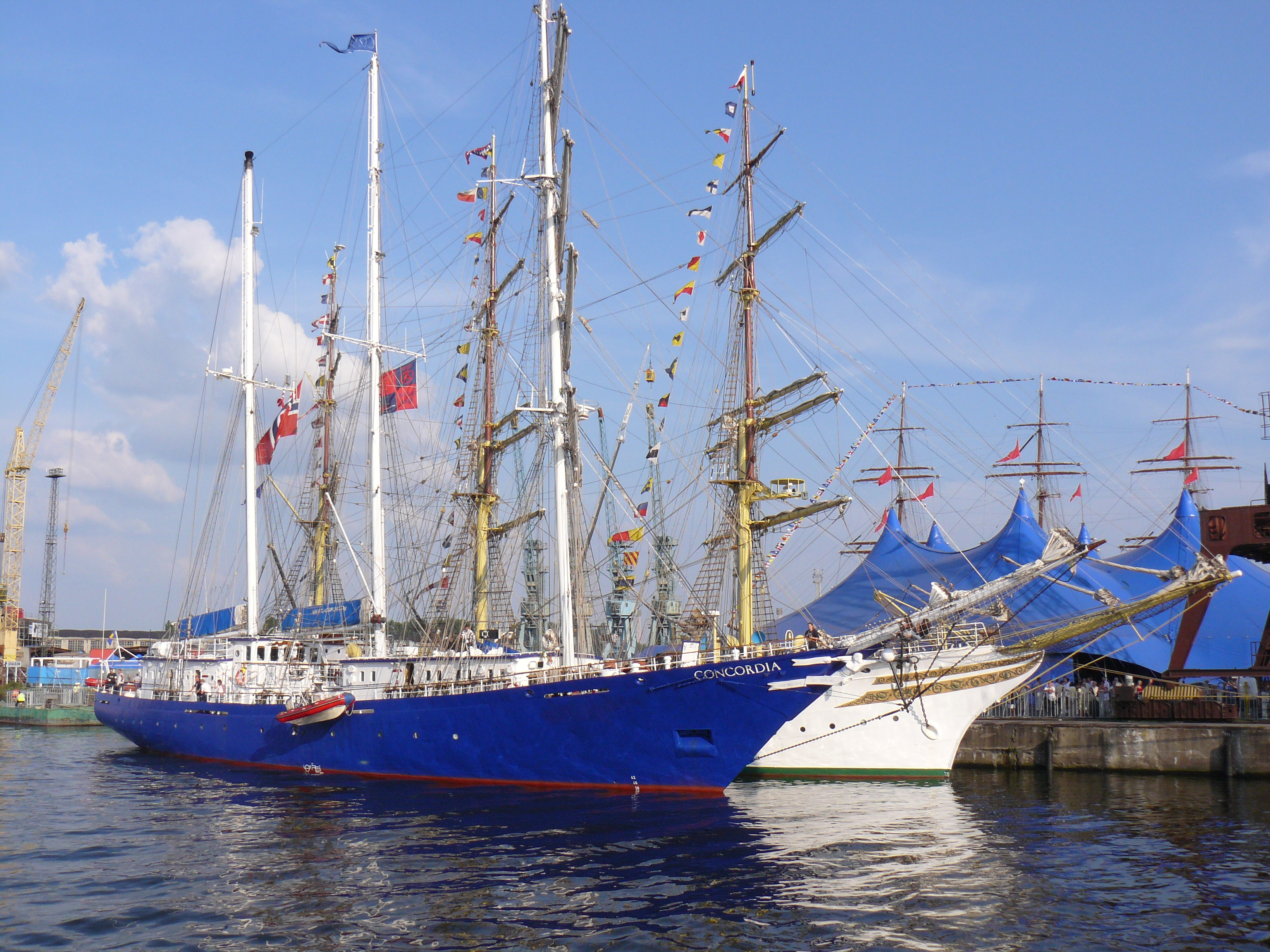
Concordia i Sørlandet

- system komunikacji satelitarnej Inmarsat-C
- Radiostacja dużego zasięgu (typu SSB)
- 3 radiotelefony DSC VHF
- navtex
- faksowy odbiornik map meteo

### Zatonięcie
U wybrzeży Brazylii (ostatnia raportowana pozycja żaglowca Concordia to ok. 300 mil morskich na południowy wschód od Rio de Janeiro) na przybliżonej pozycji 26°10′S 039°43′W/-26,166667 -39,716667 18 lutego 2010 r. żaglowiec na skutek silnego szkwału wywrócił się i zatonął. Cała załoga, licząca 64 osoby, zdołała ewakuować się i po niecałych dwóch dobach spędzonych na tratwach ratunkowych została uratowana.